# Gazanak
Gazanak (farsi گزنک) è una cittadina dello shahrestān di Amol, circoscrizione di Larijan, nella provincia del Mazandaran in Iran. Aveva, nel 2006, una popolazione di 323 abitanti.